# Kreise von Lissanduff
Die Kreise von Lissanduff (lokal Dark fort genannt) liegen bei Portballintrae im Norden des County Antrim in Nordirland. Sie liegen oberhalb des Ortes nahe der Küste, an der alten Grenze von Dalriada überblicken den Fluss Bush; am Ende der alten Straße nach Tara im Süden.
Es gibt zwei benachbarte konzentrische Kreise aus bronzezeitlichen Erdwällen. Das eine Paar ist ein Rath mit doppelten Wällen, was nicht häufig ist, da die weitaus meisten nur einen Wall haben. Das andere Paar ist ungewöhnlich. Seine ovalen Wälle umschließen eine Quelle und schaffen so einen künstlichen See. Rituellen Teiche waren Angebote an Tiere und dienten u. a. der Opferung von Waffen. Die genauere Datierung und Funktion bleibt allerdings künftigen Ausgrabungen vorbehalten.